# Pocillopora effusus
Pocillopora effusus är en korallart som beskrevs av Veron 2002. Pocillopora effusus ingår i släktet Pocillopora och familjen Pocilloporidae. IUCN kategoriserar arten globalt som otillräckligt studerad. Inga underarter finns listade i Catalogue of Life.